# NGC 3917
NGC 3917 este o galaxie spirală situată în constelația Ursa Mare. A fost descoperită în 17 martie 1790 de către William Herschel. Se află la o distanță de 17,14 megaparseci de Pământ.